# 1690
1690 (MDCXC) a fost un an obișnuit al calendarului gregorian, care a început într-o zi de vineri.

## Evenimente
- 11 iulie: Bătălia de la Boyne. Victorie a regelui William al III-lea, repurtată în Irlanda împotriva fostului rege Iacob al II-lea.
- 1690-1695. Mănăstirea Sinaia. A fost ctitorită de spătarul Mihai Cantacuzino. Între 1843-1846 este construită Biserica nouă, operă a arhitectului George Mandrea, în stil brâncovenesc.

## Nașteri
- 18 martie: Christian Goldbach matematician german (d. 1764)
- 28 februarie: Alexei Petrovici (țarevici al Rusiei)  (d. 1718)
- 13 noiembrie: Ernst Johann von Biron  (d. 1772)
- 1 februarie: Francesco Maria Veracini compozitor italian (d. 1768)
- 29 noiembrie: Christian August, Prinț de Anhalt-Zerbst  (d. 1747)
- august: Kelemen Mikes  (d. 1761)
- 1 septembrie: Kilian Ignaz Dientzenhofer arhitect german (d. 1751)
- dată necunoscută: Christopher Middleton  (d. 1770)
- 9 februarie: Maria Vittoria Francesca de Savoia  (d. 1766)
- 22 decembrie: Marie Gabrielle Éléonore de Bourbon  (d. 1760)
- dată necunoscută: Serafim al II-lea al Constantinopolului patriarh al Constantinopolului (d. 1779)
- dată necunoscută: Ioan Teodor Callimachi diplomat român (d. 1780)
- dată necunoscută: Ioan Rusul  (d. 1730)
- dată necunoscută: Peter Solderer  (d. 1741)

## Decese
- 12 februarie: Charles Le Brun, 70 ani, pictor și decorator francez; reprezentant al clasicismului; a creat decorațiile interioare la Versailles (n. 1619)
- 18 aprilie: Ducele Carol al V-lea de Lorena (n. Charles Léopold Nicolas Sixte), 47 ani (n. 1643)
- 20 aprilie: Maria Anna Victoria de Bavaria (n. Maria Anna Christine Victoria), 29 ani, Delfină a Franței (n. 1660)
- 2 septembrie: Philip Wilhelm, Elector Palatin, 74 ani (n. 1615)
- 21 octombrie: Isabel Luísa, Prințesă de Beira (n. Isabel Luísa Josefa), 21 ani, fiică a regelui Pedro al II-lea al Portugaliei (n. 1669)